# Casal Velino
Casal Velino es una localidad y comune italiana de la provincia de Salerno, región de Campania, con 5.044 habitantes.

## Enlaces externos

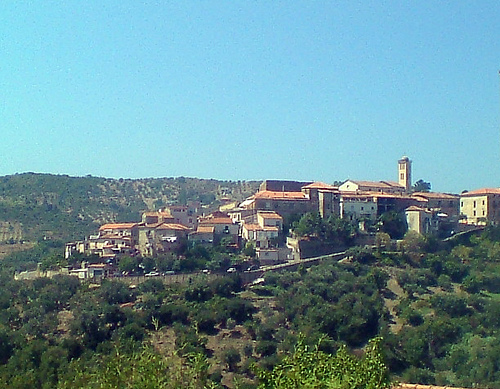
Vista de Casal Velino

## Evolución demográfica
| Gráfica de evolución demográfica de Casal Velino entre 1861 y 2001 |
|                                                                    |
| Fuente ISTAT - elaboración gráfica de Wikipedia                    |